# Wüstenbruck
Wüstenbruck (fränkisch: Wiasta-bruk) ist ein Gemeindeteil der kreisfreien Stadt Ansbach (Mittelfranken, Bayern). Wüstenbruck liegt in der Gemarkung Elpersdorf bei Ansbach.

## Geografie
Im Dorf entspringt der Höllmühlbach. 0,5 km nordwestlich liegt der Brücklesweiher, im Nordosten liegt der Schönfeldwald und im Osten die Schweizeräcker. Eine Gemeindeverbindungsstraße führt nach Höfen (0,6 km südwestlich) bzw. zur Bundesstraße 14 (0,4 km südlich).

## Geschichte
Der Ort wurde 1342 als „Wustenpruk“ erstmals urkundlich erwähnt. Das Bestimmungswort des Ortsnamens ist das mittelhochdeutsche Wort „wuosti“ (= öde, unbebaut, leer). Der Ortsname verweist also auf eine unbebaute Gegend, in deren Nähe es eine Brücke gab.
Wüstenbruck gehörte ursprünglich den Herren von Eyb von Eybburg. Am 17. April 1611 kaufte der Markgraf von Ansbach den Ort von Veit Erasmus von Eyb ab. Laut dem 16-Punkte-Bericht des Oberamtes Ansbach von 1684 bildete Höfen mit Wüstenbruck eine Realgemeinde. Für Wüstenbruck wurden 8 Mannschaften angegeben. Alle Anwesen (2 Höfe, 2 Güter, 1 Gütlein, 1 Häuslein) hatten das Hofkastenamt Ansbach als Grundherrn. Außerdem gab es ein Gemeindehirtenhaus. Das Hochgericht und die Dorf- und Gemeindeherrschaft übte das brandenburg-ansbachische Hofkastenamt Ansbach aus.
Auch gegen Ende des 18. Jahrhunderts gab es in Wüstenbruck 6 Anwesen (3 Höfe, 2 Gütlein, 1 Köblergut). Das Hochgericht, die Dorf- und Gemeindeherrschaft und die Grundherrschaft über alle Anwesen übte weiterhin das Hofkastenamt Ansbach aus. Neben den Anwesen gab es noch kommunale Gebäude (Hirtenhaus, Brechhaus). Es gab zu dieser Zeit 8 Untertansfamilien. Von 1797 bis 1808 unterstand der Ort dem Justiz- und Kammeramt Ansbach.
Im Rahmen des Gemeindeedikts wurde Wüstenbruck dem 1808 gebildeten Steuerdistrikt Elpersdorf und der 1811 gegründeten Ruralgemeinde Elpersdorf zugeordnet. Diese wurde am 1. Juli 1972 im Zuge der Gebietsreform in Bayern in die Stadt Ansbach eingegliedert.

## Einwohnerentwicklung
| Jahr      | 001818 | 001840 | 001861 | 001871 | 001885 | 001900 | 001925 | 001950 | 001961 | 001970 | 001987 |
| Einwohner | 44     | 56     | 50     | 62     | 69     | 65     | 66     | 84     | 86     | 103    | 133    |
| Häuser    | 7      | 8      |        |        | 13     | 13     | 12     | 12     | 16     |        | 34     |
| Quelle    | [ 15 ] | [ 16 ] | [ 17 ] | [ 18 ] | [ 19 ] | [ 20 ] | [ 21 ] | [ 22 ] | [ 23 ] | [ 24 ] | [ 1 ]  |

## Religion
Der Ort ist seit der Reformation evangelisch-lutherisch geprägt und bis heute nach St. Laurentius (Elpersdorf bei Ansbach) gepfarrt. Die Einwohner römisch-katholischer Konfession sind nach St. Ludwig (Ansbach) gepfarrt.